# Stazione di servizio (serie televisiva)
(Imprecazione-tormentone del benzinaio, riferita al cognome di un suo vecchio antagonista.)
Stazione di servizio è una serie televisiva andata in onda dal 6 febbraio 1989 su Rai Uno con la regia di Felice Farina e come protagonista Marco Messeri nei panni del benzinaio Giovanni Dallai. La serie fu prodotta con la sponsorizzazione della IP ed ebbe come sceneggiatori, oltre a Messeri stesso, Marco Colli, Gianni Di Gregorio, Bruno Corbucci e Mario Amendola.

## Trama
Il proscenio della serie è una stazione di servizio situata lungo una strada statale all'ingresso di un paese di fantasia del viterbese chiamato Vitrello, di cui viene spesso ribadita la vicinanza, dovuta alla similitudine toponomastica, con Vetralla. La serie narra, con stile tra la commedia ed il farsesco, le vicende del benzinaio protagonista (Marco Messeri), della moglie (Paola Tiziana Cruciani) e del cognato (Maurizio Mattioli). Gli altri protagonisti sono un camionista napoletano (Giacomo Rizzo), un'infermiera (Carola Stagnaro), ed un agente di polizia (Piermaria Cecchini).

## Produzione
L'idea della sit-com nasce da una commedia teatrale scritta negli anni '70 da Bruno Corbucci e Mario Amendola e interpretata da Macario, dal titolo Stazione di servizio. Le riprese sono state effettuate negli Stabilimenti Dear di Roma, e hanno previsto la partecipazione di guest-star come Giancarlo Magalli, Nanni Loy, Tony Binarelli, Roberto D'Agostino, Massimo Catalano, Don Lurio, Liana Orfei, Bruno Gambarotta che interpretano loro stessi.

## Sigla
La sigla di coda, "Un bimbo arriverà", è composta e cantata da Marco Messeri ed è incisa nel suo primo album Gomma Gomma.